# Bioplàstic

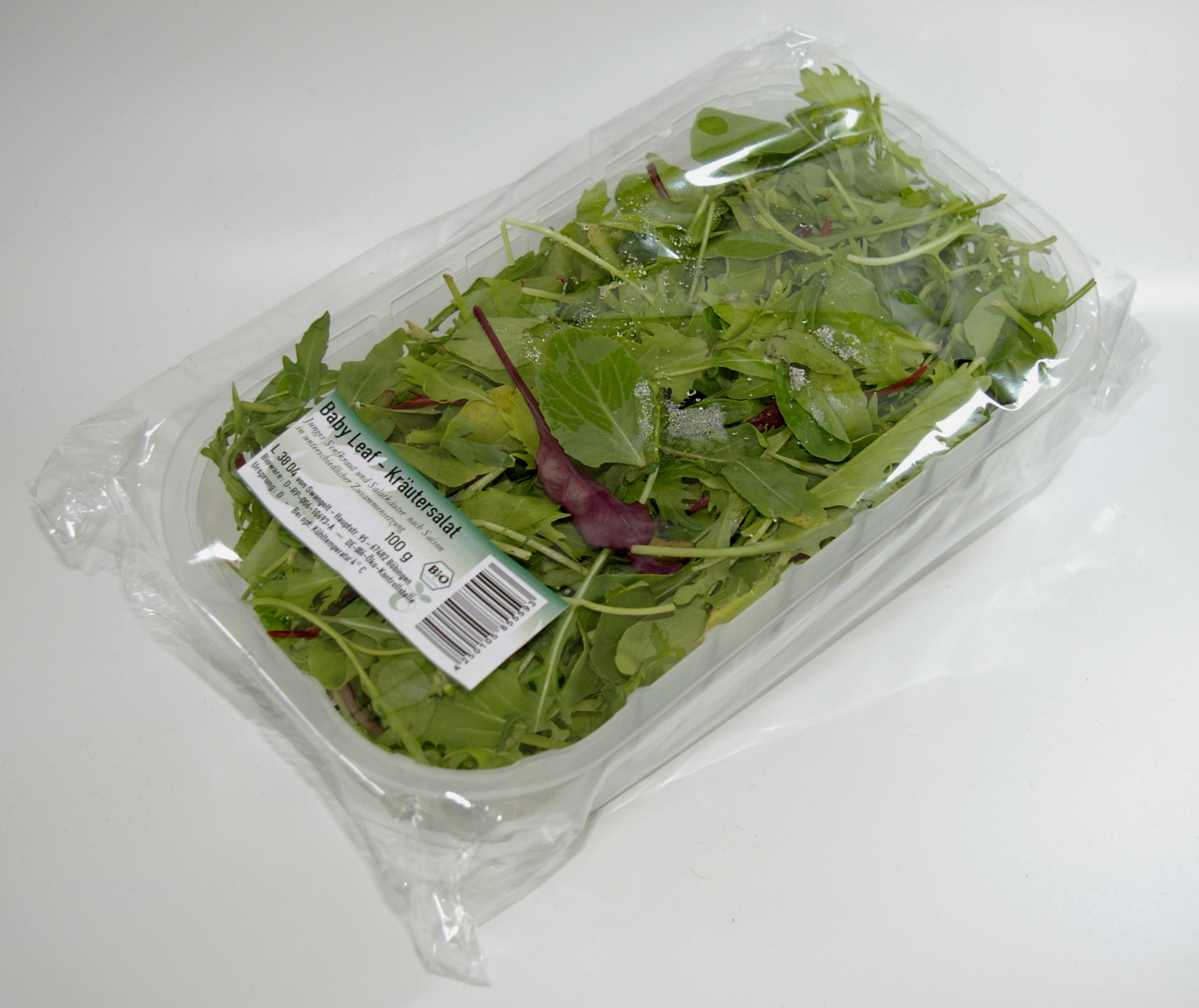
Bioplàstic (acetat de cel·lulosa).

S'anomena bioplàstics un tipus de plàstics derivats de productes vegetals, com ara l'oli de soja o el blat de moro, a diferència dels plàstics convencionals, derivats del petroli.
El plàstic tradicional està compost per un monòmer, sintetitzat, en la majoria de les vegades a partir del petroli. La carestia d'aquest combustible fòssil, el seu caràcter de resistència a la degradació natural i el fet que és una font que, tard o d'hora, acabarà per esgotar-se, ha portat a algunes parts de la indústria a buscar alternatives. Els bioplàstics poden ser aquesta alternativa i a més presenten un gran potencial de reducció de gasos amb efecte d'hivernacle.

## Bioplàstics i desenvolupament sostenible
Un dels principals problemes del plàstic convencional el constitueixen les emissions d'efecte hivernacle que es produeixen com a resultat de la seva fabricació. El bioplàstic emet entre 0,8 i 3,2 tones menys de diòxid de carboni per tona que el plàstic derivat del petroli.
A més, alguns bioplàstics són biodegradables com el PLA (àcid polilàctic patentat per DOW Chemical i cedit a Nature works), PSM (Plastarch Material) i PHB (poli-3-hidroxibutirat), també hi ha bioplàstics no biodegradables com la quitrina, la PA-11 (poliamida 11) o el polietilè obtingut 100% a partir d'etanol de canya de sucre.
Per als plàstics derivats del petroli hi ha la tecnologia oxobiodegradable, a la qual cal afegir una petita part de sals de metalls pesants (les quals són totalment innòcues) perquè les cadenes de polímers es desintegrin i accelerin la biodegradació a només 3 o 5 anys en lloc de més de cent que li pren al plàstic convencional.

## Polietilè vegetal
El polietilè vegetal és el primer bioplàstic amb produccions industrials que permet absorbir carboni i que presenta un potencial de reducció de gasos amb efecte d'hivernacle.
Es calcula que entre 15 000 i 20 000 tones de bosses de polietilè vegetal poden reduir les emissions de CO₂ a l'atmosfera en 78 000 tones respecte a les bosses de polietilè fòssil.
Es fabrica amb etanol a base de canya de sucre i per a determinades aplicacions, també, amb fècula de patata. La fècula de patata dona elasticitat, opacitat i textura, mentre que la canya de sucre permet obtenir les mateixes propietats mecàniques que una bossa de polietilè fòssil.
La canya de sucre és una gran font de carboni natural, ja que contribueix a reduir molt més CO₂ durant la fase de creixement, que altres plantes productores d'etanol.

## Producció
La producció és relativament limitada i el preu encara no és competitiu. Però això pot canviar ràpidament, tenint en compte l'escalada de preus del petroli i els últims desenvolupaments en el camp dels plàstics vegetals, que fan que les seves característiques de duresa i resistència a la calor s'acostin, cada vegada més, a les d'origen fòssil.

### Desenvolupaments
El 2004 NEC va desenvolupar un plàstic vegetal basat en àcid polilàctic que presentava una alta resistència al foc i no requeria components químics tòxics com halogens o derivats del fòsfor.
El 2005, al Japó companyies com Fujitsu van començar a introduir bioplàstics en la fabricació d'alguns ordinadors portàtils.
Entre 2005 i 2006 es presentaren diversos models de discs DVD en format Blu-ray elaborats a partir de bioplàstics.